# (467037) 2016 CN213
(467037) 2016 CN213 es un asteroide perteneciente al cinturón de asteroides, descubierto el 4 de abril de 2008 por el equipo Spacewatch desde el Observatorio Nacional de Kitt Peak (Arizona, Estados Unidos).